# Youri Mulder
Youri Mulder (Bruxelles, Belgija, 23. ožujka 1969.) je nizozemski nogometni trener te bivši nogometaš i nacionalni reprezentativac.

## Karijera
Youri je sin bivšeg Ajaxovog i Anderlechtovog igrača Jana Muldera i rođen je u Bruxellesu tijekom očeve karijere u Belgiji. Nogomet je počeo trenirati u Ajaxovoj školi nogometa a nakon dvije godine u amaterskom ZVV Adelaarsu, Mulder prelazi u FC Twente. Tijekom svoje druge sezone u klubu, ostvario je rekord karijere zabivši 18 golova a Twente je završio kao šesti u prvenstvu.
1993. godine igrač potpisuje za njemački Schalke 04 gdje je igrao gotovo deset godina. U tom razdoblju je s klubom osvojio dva uzastopna njemačka kupa (2001. i 2002.).
Za nizozemsku reprezentaciju je odigrao devet utakmica te je s njome nastupio na EURU 1996.
U travnju 2008. Youri postaje trener kada ga Schalke 04 zapošljava zajedno s bivšim suigračem Mikeom Büskensom kao privremene trenere do kraja sezone (nakon što je otpušten Mirko Slomka). Sljedeće sezone novim trenerom je imenovan Fred Rutten ali je već 2009. izgubio posao zbog loših rezultata. Tada klub ponovo zapošljava Muldera i Büskensa te Olivera Recka kao tri privremena trenera do završetka sezone.

### Pogoci za reprezentaciju
| #  | Datum              | Mjesto                                    | Protivnik   | Pogodak | Rezultat | Natjecanje                 |
| -- | ------------------ | ----------------------------------------- | ----------- | ------- | -------- | -------------------------- |
| 1. | 14. prosinca 1994. | Stadion Feijenoord, Rotterdam, Nizozemska | Luxembourg  | 1 : 0   | 5 : 0    | Kvalifikacije za EURO 1996 |
| 2. | 6. rujna 1995.     | Stadion Feijenoord, Rotterdam, Nizozemska | Bjelorusija | 1 : 0   | 1 : 0    | Kvalifikacije za EURO 1996 |
| 3. | 15. studenog 1994. | Stadion Feijenoord, Rotterdam, Nizozemska | Norveška    | 2 : 0   | 3 : 0    | Kvalifikacije za EURO 1996 |

## Osvojeni klupski trofeji
| Klub       | Trofej       | Godina   |
| Njemačka   | Njemačka     | Njemačka |
| ---------- | ------------ | -------- |
| Schalke 04 | Njemački kup | 2001.    |
| Schalke 04 | Njemački kup | 2002.    |

## Vanjske poveznice
- National Football Teams.com
- Fussballdaten.de